# Ritva Siikala

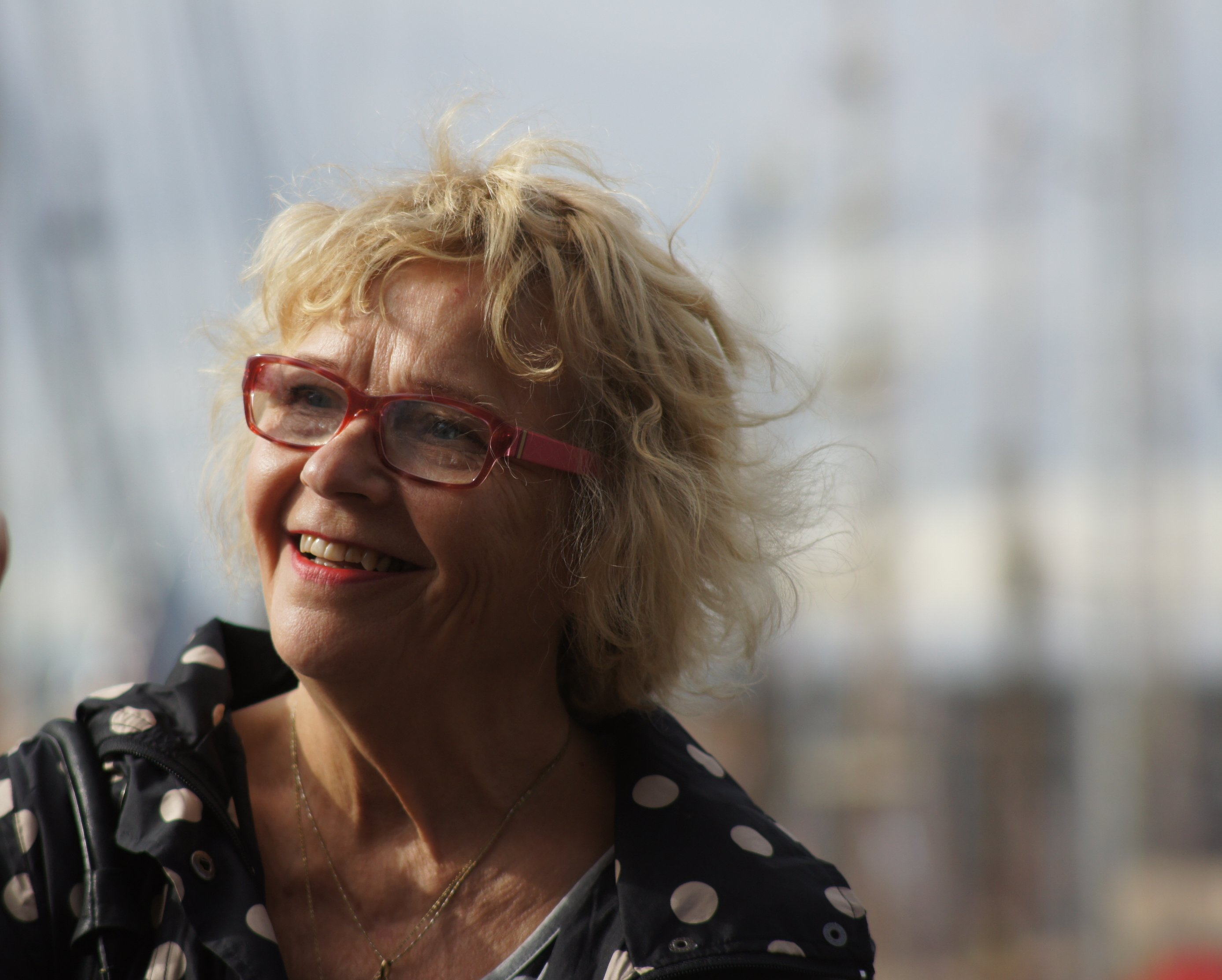
Ritva Siikala.

Ritva Tuulikki Siikala, född 13 november 1941 i Uleåborg, är en finländsk regissör. Hon är sedan 1968 gift med författaren Bengt Ahlfors.
Siikala studerade vid Helsingfors universitet 1963–1967. Hon avlade 1966 teaterexamen vid Finska teaterskolans högskoleavdelning, där hon var chef 1969–1971 och var regissör vid Kirjannäyttämö 1977–1981. Hon har verkat regissör på ett stort antal teatrar; hon har ofta iscensatt pjäser som djupt skildrar mänskliga relationer och skärskådar maktförhållandena mellan könen. Hon har bland annat regisserat Bernardas hus, Ett dockhem och Anne Franks dagbok på Svenska Teatern i Helsingfors samt Lång dags färd mot natt på Lahtis stadsteater och Peer Gynt på Teatret Vårt i Molde. 
Siikala har haft en banbrytande betydelse för den mångkulturella teatern och kulturen i Finland. Hon ledde det mycket stora och krävande projektet Rasande rosor 1988–2001, i vilket många kända kvinnliga skådespelare deltog. Hon regisserade En krönika om makt och Orestien i Skatuddens gamla maskinverkstad, med kvinnor i alla manliga roller, och under Helsingfors kulturstadsår 2000 genomfördes Rosorna det mångkulturella forskningsprojektet Kassandra 2000. År 2004 utgav hon den delvis självbiografiska boken Rauhoitu nyt vihdoinkin som handlar om hennes barndom i Kemi. Bland hennes många utmärkelser märks Pro Finlandia-medaljen 1999.